# 120 H.P. Beardmore
120 H.P. Beardmore (synonyma: „120 h.p. Beardmore“, „120 HP Beardmore“, „Beardmore, 120 hp“ či „Beardmore 120 hp“) byl letecký motor vyráběný od roku 1915 firmou William Beardmore & Son.
Šlo o licenční výrobu motoru zkonstruovaného a vyráběného rakouskou automobilkou Austro-Daimler, byl dílem jejího šéfkonstruktéra, kterým byl od roku 1906 Ferdinand Porsche.
Šestiválcový motor Austro-Daimler o výkonu 120 PS se do Británie dostal v roce 1911, kdy jej použil na svém letounu Lt. H. Bier, účastnící se leteckého závodu „Circuit of Britain“ v roce 1911. Ten sice svoji účast v závodě zakončil havárií, nicméně zachovalý motor odkoupil a použil ve svých letounech S. F. Cody. Po jeho úspěchu (motor navíc byl použit ve stroji, který v roce 1914 v Německu získal světový výškový rekord) firma Beardmore zakoupila na tento motor licenci. Motor byl zaveden do výroby po provedení menších konstrukčních změn (ty mj. umožnily krátkodobé zvýšení otáček na 1400/min., kdy motor dával výkon přes 150 hp).
Celkem bylo vyrobeno 400 těchto motorů, poháněl mj. letouny Airco D.H.3, Armstrong Whitworth F.K.3, Royal Aircraft Factory F.E.2 či Royal Aircraft Factory F.E.5.
Motor rovněž posloužil za základ dalšího vývoje, byl z něj vyvinut motor „160 H.P. Beardmore“ a následně i Galloway Adriatic (o výkonu 230/250 hp).

## Technická data
- Typ: čtyřdobý zážehový vodou chlazený stojatý řadový šestiválec s atmosférickým plněním, s přímým náhonem na tažnou pravotočivou (popř. tlačnou levotočivou) vrtuli
- Vrtání válce: 130 mm
- Zdvih pístu: 175 mm
- Celková plocha pístů: 796 cm²
- Zdvihový objem motoru: 13 936 cm³
- Rozvod: dvouventilový, OHV
- Kompresní poměr: 4,85
- Mazání: tlakové, oběžné
- Zapalování: zdvojené (v každém válci jsou dvě zapalovací svíčky), dvěma zapalovacími magnety
- Příprava palivové směsi: dva karburátory Beardmore
- Hmotnost suchého motoru (tj. bez provozních náplní): 247,2 kg

- Výkony:
  - vzletový: 130 hp (96,9 kW) při 1200 ot/min
  - maximální: 154 hp (114,8 kW) při 1400 ot/min